# David IX da Geórgia
David IX da Geórgia, da dinastia Bagrationi, foi rei da Geórgia entre 1346 e 1360. Era o único filho de Jorge V da Geórgia, mas não se sabe a identidade de sua mãe.

## Vida
As "Crônicas Georgianas", do século XVIII, relatam seu casamento com uma filha do "imperador grego, senhor Miguel Comneno". Porém, a dinastia reinante na ocasião no Império Bizantino era a dos Paleólogos e não a dos Comnenos. O casamento de uma filha de Miguel IX Paleólogo e sua esposa, Rita da Armênia, com um monarca georgiano não aparece nas fontes bizantinas. Nada se sabe também sobre alguma filha ilegítima de Miguel IX. Porém, os Comnenos governavam o Império de Trebizonda e um Miguel Comneno foi imperador ali entre 1344 e 1349. Sua esposa era Acropolitissa e a única filha dos dois, segundo as fontes primárias foi João III de Trebizonda.

## Reinado
David ascendeu ao trono depois da morte de seu pai em 1346. Porém, a estabilidade e prosperidade deixadas por Jorge V não durariam muito, pois a Peste Negra atingiu a região em 1348, dizimando a população e produzindo uma severa crise econômica.
Ele se casou com Sinductar, filha de João I Jaqeli, da Casa de Jaqeli, príncipe reinante (eristavi) de  Mesquécia, com quem teve dois filhos. O primeiro, Pancrácio V, o Grande, o sucedeu depois de sua morte em 1360. O segundo foi uma filha, Eudócia, que primeiro foi noiva de Andrônico Comneno e depois casou-se com seu meio-irmão Manuel III de Trebizonda em 1379. Ambos eram filhos de Aleixo III de Trebizonda, mas apenas Manuel era filho legítimo da imperatriz Teodora Cantacuzena.